# بلاد سیت

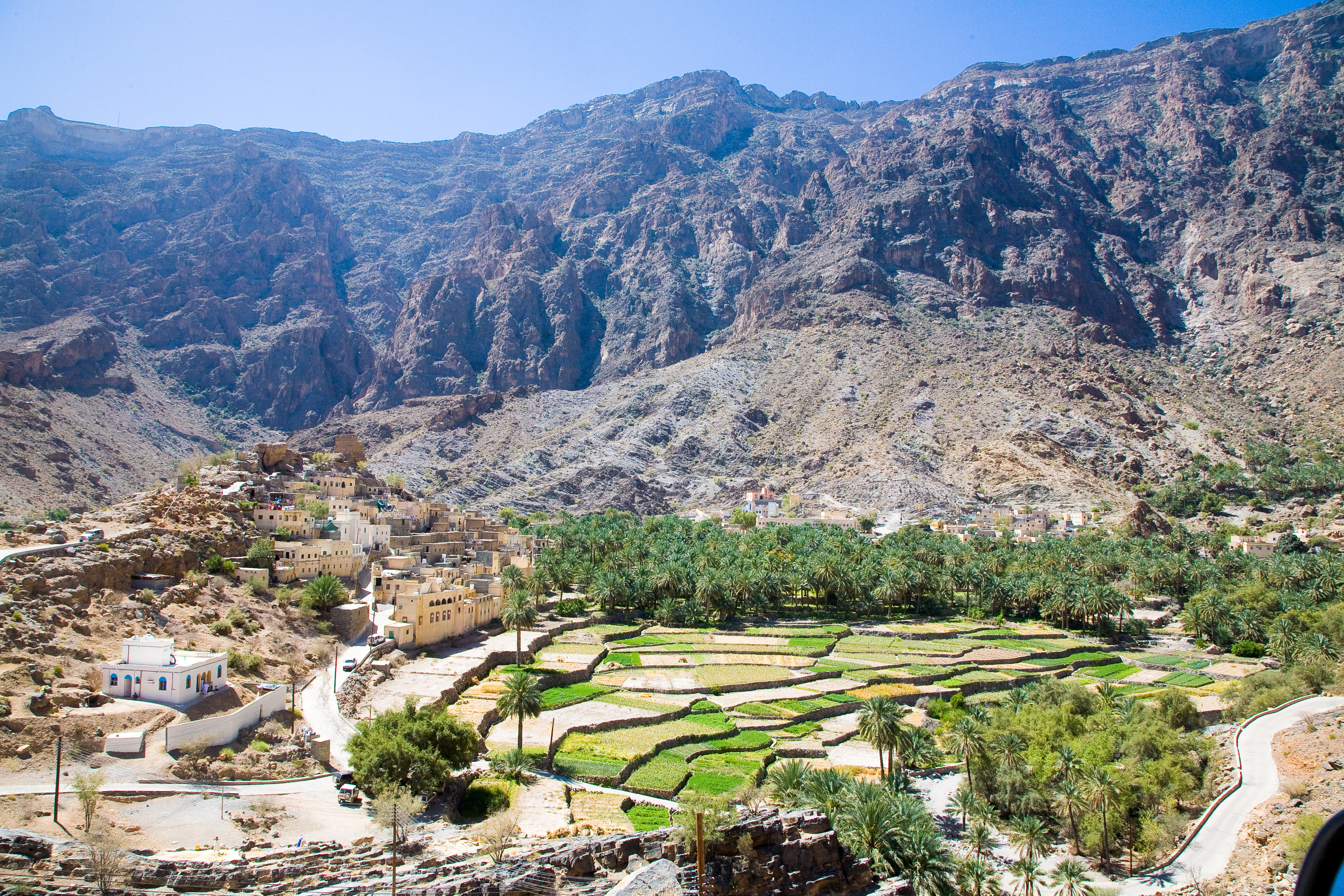
بلاد سیت

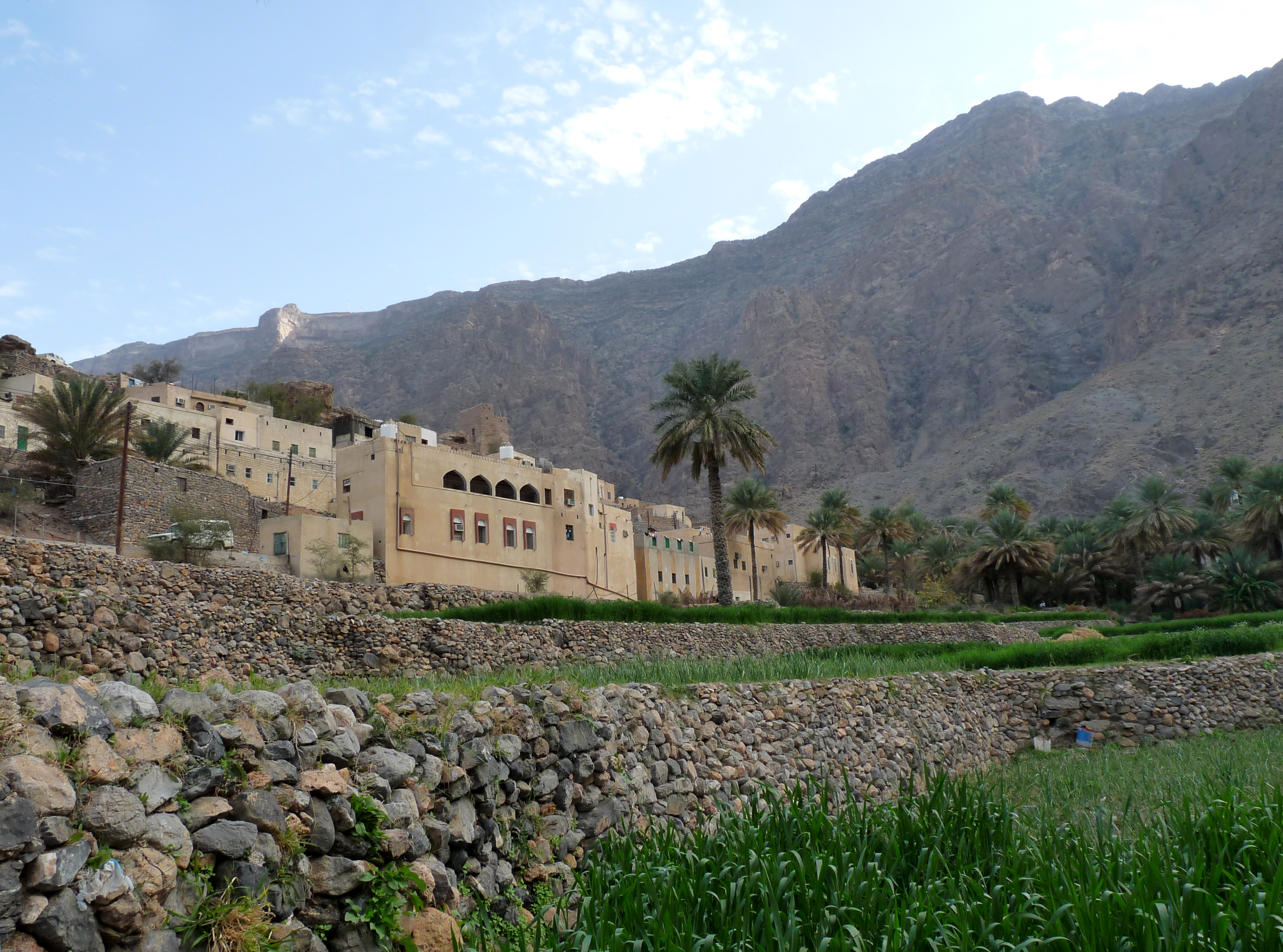
بلاد سیت

بلاد سیت یک روستای کوهستانی در عمان است. این روستا در دامنهٔ شمالی رشته‌کوه حجر در نزدیکی بلندترین قلهٔ پادشاهی عمان جبل شمس جای دارد و بلندایش از تراز دریا ۹۵۰ متر است.
از وادی‌الصحطان و وادی بنی عوف در شمال خاوری یا از الحمراء در جنوب باختری می‌توان به بلاد سیت رسید و فقط با خودروی چهارچرخ محرک (خودرویی که می‌تواند گشتاوری نیروی تولیدشدهٔ موتور را به روی چهار چرخ به‌گونه‌ای همزمان ترابری کند) می‌توان به آن دسترسی یافت.

## بن مایه
- همکاری‌کنندگان ویکی‌پدیا، «Bilad Sayt»، ویکی‌پدیای انگلیسی، دانشنامهٔ آزاد (بازیابی ۲۵ بهمن ۱۴۰۰)